# Huntleigh Falls
Die Huntleigh Falls sind ein Wasserfall im Fiordland-Nationalpark auf der Südinsel Neuseelands. Er stürzt im Überlauf des Lake Troup unterhalb des 1512 m hohen Mount Troup über 439 Höhenmeter in die Wanganella Cove am Kopfende des Doubtful Sound/Patea. Ihm gegenüber liegen die Helena Falls.
Der Wasserfall erschließt sich bei einer Wanderung über den steilen Hanging Valley Track.